# 五島良子
五島 良子（ごしま よしこ、1969年6月6日 - ）は、愛知県名古屋市出身の歌手、作曲家である。

## 来歴・人物
少女時代は歌手に憧れ、各地ののど自慢大会に　片っ端から出場していた一方で、ナディア・コマネチに憧れた影響で7歳から17歳まで体操競技を習っていた他、陸上競技、ダンスなどもやっておりスポーツ少女としても活躍していた。
高校入学後に本格的に歌手、音楽を目指すようになり、第1回「レディースロックコンテスト」に出場。自主制作盤を発表した後、1990年10月21日にCBS・ソニーから『パパはワンダーマン』でメジャー・デビュー。1993年キューンレコードへ、1996年ポリスターへ移籍。これまで、三重エフエム放送で番組を持ったことがある。写真や園芸が趣味で凝っていたことがある。

## ディスコグラフィー

### シングル
- パパはワンダーマン（1990年10月21日）
- Out of Harmony（1991年2月21日）
- かなづちガール（1991年6月21日）
- シュープリーム・モーメント（1991年9月21日）
- 白い色は恋人の色[2]（1993年7月1日）
- ハロー・アゲイン（1993年12月1日）
- レモンのクッキー（1994年5月1日）
- はなれていても（1994年8月1日）NTTドコモポケットベルTV-CFソング（関西地区限定）[3]
- Swingin' the Swing（1997年5月25日）
- OPEN UP（1999年7月1日）「ネスカフェ」CMソング
- BLUE BIRD（1999年11月1日）
- あしたの降るとき（2000年2月16日）
- TSUKI NO HANA（2000年3月15日）石野卓球プロデュース
- Fly Away（2000年9月27日）世界ウルルン滞在記エンディングテーマ

### 参加作品
- 美空ひばりトリビュート
  - 「みだれ髪」を歌う。「川の流れのように」ではハミングで参加。
- 新幹線（電気グルーヴ）
- 虹（電気グルーヴ）
- Nothing's Gonna Change（電気グルーヴ）
  - ゲストボーカルとして参加
- 水虎の涙（Scudelia Electro）
  - ゲストボーカルとして参加
- I Can Wait No More（Scudelia Electro）
  - ゲストボーカルとして参加
- ハヤブサ（スピッツ）
  - 「ハートが帰らない」にてサイドボーカルとして参加
- アンテナ（くるり）
  - 「Hometown」にコーラスとして参加

### 作曲提供楽曲
- アン・ルイス
「豹柄とPINK」（作曲） 作詞：Annie、編曲：Kim Bullard
- 大山百合香
「金糸雀色の月が照らす丘」（作曲） 作詞：山本成美
- CHEMISTRY
「ココロノドア」（作曲）作詞：Satomi、編曲：河野伸
- 椎名純平
「the light〜A Journey to the promised land〜」（作曲） 作詞：椎名純平、編曲：鷺巣詩郎
- 篠原ともえ
「SPRING TIME」（作曲・編曲）作詞：村崎文香
- 髙橋真梨子
「貴方がいる」（作曲） 作詞：高橋真梨子、編曲：岩田雅之
「my life」（作曲） 作詞：高橋真梨子、編曲：小林信吾
- CHAKA
「ハッピーウェディングデイ」（作曲）作詞：CHAKA、編曲：細井豊
- 中島美嘉
「Carrot&Whip」（作曲）作詞：中島美嘉、編曲：CHOKKAKU
「MY SUGAR CAT」（作曲）作詞：中島美嘉、編曲：森俊也
- 中山美穂
「NAME」[4]（作曲）作詞：中山美穂、編曲：内藤慎也
「Oliveの呟き」[5]（作曲・編曲・コーラス） 作詞：中山美穂
「ESPRESSO'n'MILK」[6]（作曲）作詞：中山美穂、編曲：Little Creatures
- 西田ひかる
「また会えたなら」（作曲）作詞：井上睦都実、編曲：国吉良一
- bird
「木漏れ日とワルツ」（作曲）作詞：bird、編曲：田島貴男
- 牧野由依
「永遠の想い」[7]（作曲）作詞：牧野由依、編曲：吉澤瑛二
- 松本英子
「これで良かった」（作曲）作詞：松本英子、編曲：マーク・ゴールデンバーグ
- MIKIKO
「DANCE!」（作曲）作詞：MIKIKO、編曲：村山晋一郎
- MEG
「Gのバラード」（作曲）作詞：MEG.、編曲：樫原伸彦
- 和久井映見
「Living In The Town」（作詞・作曲）編曲：門倉聡
「遠い空に」（作詞・作曲）編曲：門倉聡